# Језеро Абаја
Језеро Абаја (енгл. Abaya, бивши назив Margherita) је језеро у јужном делу Етиопије. Налази се у високим планинама. Град Арба Минч (Arba Minch) лежи на језеру.
Површина језера је 1.160 km². Налази се на надморској висини од 1268 метара². Његова отока је Галана Саган.
По подацима Статистичком прегледу Етиопије за 1967/68, Језеро Абаја је дугачко 60 километара, а широко 20. Максимална дубина језера је 13 метара.